# إدينالدو غوميز
إدينالدو غوميز (2 أبريل 1988 ببليم في البرازيل - ) هو لاعب كرة قدم برازيلي في مركز الدفاع. لعب مع نادي غاما ونادي بايساندو ‏ وÁguia de Marabá Futebol Clube ‏ ونادي ريمو وبوافيستا سبورت ‏ وYpiranga Clube ‏ وIndependente Atlético Clube de Tucuruí ‏ وGavião Kyikatejê Futebol Clube ‏ ونادي نوفو هامبورغو.